# Keith Lasley
Keith Lasley (Glasgow, 21 september 1979) is een Schotse voetballer (middenvelder) die sinds 2006 voor de Schotse eersteklasser Motherwell FC uitkomt. Voordien speelde hij onder meer voor Plymouth Argyle FC.